# Mittelitter
Mittelitter ist eine Ortslage in der bergischen Großstadt Solingen.

## Geographie
Mittelitter befindet sich im Solinger Stadtteil Wald, nahe der Grenze zur Nachbarstadt Haan. Die Ortslage befindet sich an der Itter, die in einer Talsenke zwischen Sonnenschein, Widerschein und Kneteisen im Norden sowie einem südlichen Höhenrücken liegt, auf dem die Wittkuller Straße verläuft. Parallel zur Itter verläuft die Ittertalstraße von Lindersberg bis Untenitter durch die Ortslage. Nordöstlich von Mittelitter liegt Obenitter mit dem ehemaligen historischen Freizeitpark Ittertal. Südlich beziehungsweise südöstlich von Mittelitter liegen Itterberg, Wittkulle, Friesenhäuschen und Rolsberg.

## Etymologie
Der Ortsname -itter taucht in den drei ehemaligen Höfen Oben-, Mittel- und Untenitter auf. Die Orte liegen, orientiert an deren Verlauf, an dem Bach Itter, der bei Gräfrath entspringt und in Düsseldorf-Urdenbach in den Rhein mündet. Die Itter ist in den Jahren 1218/31 als Ytter und 1263 als de Itre urkundlich belegt ist. Das Wort Itter stammt wahrscheinlich aus dem lateinisch-Indogermanischen, denn itera bedeutet „das Wasser von der Höhe“. Dittmaier sieht in dem Flussnamen eine schwundstufige Form des Stammworts ait („schwellen“) vorliegen.

## Geschichte
Die Ortslage Mittelitter lässt sich bis in das 18. Jahrhundert zurückverfolgen. Im Jahre 1715 in der Karte Topographia Ducatus Montani, Blatt Amt Solingen, von Erich Philipp Ploennies ist der Ort mit einer Hofstelle verzeichnet, und als m. Itter benannt. Der Ort gehörte zur Honschaft Itter innerhalb des Amtes Solingen. Die Topographische Aufnahme der Rheinlande von 1824 verzeichnet den Ort unbeschriftet. Die Preußische Uraufnahme von 1844 verzeichnet ihn als Mitt. Itter, in der Topographischen Karte des Regierungsbezirks Düsseldorf von 1871 ist der Ort als Mtl. Itter verzeichnet. Die Preußische Neuaufnahme von 1893 verzeichnet den Ort als Mittel-Itter.
Nach Gründung der Mairien und späteren Bürgermeistereien Anfang des 19. Jahrhunderts gehörte der Ort zur Bürgermeisterei Wald, dort lag er in der Flur I. (Wittkull). 1815/16 lebten 82, im Jahr 1830 92 Menschen im als Weiler bezeichneten Mittel-Itter.  1832 war der Ort unter dem Namen Mittel Itter Teil der Ersten Dorfhonschaft innerhalb der Bürgermeisterei Wald. Der nach der Statistik und Topographie des Regierungsbezirks Düsseldorf als Hofstadt kategorisierte Ort besaß zu dieser Zeit 22 Wohnhäuser, zwei Mühlen bzw. Fabrikationsstätten und 15 landwirtschaftliche Gebäude. Zu dieser Zeit lebten 100 Einwohner im Ort, davon acht katholischen und 92 evangelischen Bekenntnisses. Die Gemeinde- und Gutbezirksstatistik der Rheinprovinz führt den Ort 1871 mit 26 Wohnhäusern und 150 Einwohnern auf. Im Gemeindelexikon für die Provinz Rheinland von 1888 werden für Mittel Itter 30 Wohnhäuser mit 201 Einwohnern angegeben. 1895 besitzt der Ortsteil 28 Wohnhäuser mit 175 Einwohnern, 1905 werden 29 Wohnhäuser und 206 Einwohner angegeben.
Mit der Städtevereinigung zu Groß-Solingen im Jahre 1929 wurde Mittelitter ein Ortsteil Solingens. Die meisten Fachwerkhäuser in Mittelitter wurden in den 1960er Jahren abgerissen, erhalten blieb einzig ein Fachwerkständerbau, der nahe der Zufahrt von der Ittertalstraße zur Freizeitanlage Ittertal eine Straßenengstelle bildet. Dieser Komplex (Ittertalstraße 92, 94) steht seit 1985 unter Denkmalschutz.

## Freibad und Eislaufbahn Ittertal
In Mittelitter, am Ufer der Itter (Mittelitter 10), befindet sich auch eine große Freizeitanlage mit Freibad und Eislaufbahn unter freiem Himmel. Die Freizeitanlage bietet ebenfalls Platz für weitere Sportmöglichkeiten wie etwa Beachvolleyball, Basketball und Fußball. Außerdem gibt es mit der Quitte auch eine Gaststätte auf dem Gelände.
Die Wurzeln der Freizeitanlage liegen in dem von 1913 bis 1916 durch private Initiative des Walder Industriellen Carl-Friedrich Ern gebauten, sogenannten Strandbad Ittertal. Ern war Begründer der nach ihm benannten Rasiermesserfabrik mit dem Stammsitz an der Wittkulle. Nach der Fertigstellung des Bades bezog es sein Wasser aus zwei Brunnen, die in die nahegelegenen Berge gebohrt worden waren. Nach dem Ersten Weltkrieg bereitete vor allem die Wasserverschmutzung durch die Industrie und angrenzende Wohnsiedlungen der Qualität des Strandbadwassers Probleme. In der Folge entstand oberhalb des Strandbads ein Stausee mit Talsperre, die aus dem Holzer Bach gespeist wurde. Die Baukosten von rund 200.000 Mark übernahmen in den Jahren 1927/1928 der Landkreis Solingen, außerdem die Städte Gräfrath, Wald und Haan. Nach der Städtevereinigung 1929 übernahm die Stadt Solingen das Bad im Jahre 1936.
Im Zweiten Weltkrieg wurden bei den Luftangriffen auf Solingen sowohl das Strandbad Ittertal wie auch das angrenzende Ittertaler Schleifer- und Heimatmuseum, das 1927 im Trinnskotten eröffnet worden war, schwer zerstört. Während der ehemalige Trinnskotten abgerissen wurde, eröffnete das Strandbad nach Wiederaufbau wieder. Im Jahre 1975 wurde das Bad um eine Freiluft-Eislaufanlage ergänzt. Aus dem Strandbad Ittertal wurde am 1. Oktober 1987 die gemeinnützige Sport- und Kulturzentrum Ittertal GmbH.:63 Nachdem diese gGmbH in der zweiten Hälfte der 2000er Jahre auf finanziell äußerst wackligem Boden stand, musste im Jahre 2008 der Betrieb eingestellt werden. Sodann gründete sich der Förderverein Ittertal e. V., der das Bad und die Eislaufbahn seit Mai 2009 ehrenamtlich in Eigenregie und unter neuer Leitung betreibt. Unterstützung erfährt der Förderverein durch zahlreiche private Spender und Sponsoren aus der Solinger Wirtschaft. In Zusammenarbeit mit der Neue Arbeit Ittertal GmbH werden besonders Langzeitarbeitslosen Beschäftigungsmöglichkeiten geboten.